# Sycon proboscideum
Sycon proboscideum is een sponssoort in de taxonomische indeling van de kalksponzen (Calcarea). De spons leeft in de zee en zijn steencel bestaat uit calciumcarbonaat.
De spons behoort tot het geslacht Sycon en behoort tot de familie Sycettidae. De wetenschappelijke naam van de soort werd voor het eerst geldig gepubliceerd in 1898 door Breitfuss.